# فرانكو فرانشي
فرانكو فرانشي (بالإيطالية: Franco Franchi)‏ هو لاعب سيرك ‏ ومغني وممثل إيطالي (وحمل سابقاً جنسية مملكة إيطاليا)، ولد في 18 سبتمبر 1928 في باليرمو في إيطاليا، وتوفي في 9 ديسمبر 1992 في روما في إيطاليا.

## أعمال

### أفلام
- (1973) أماركورد[4]

## وصلات خارجية
- فرانكو فرانشي على موقع IMDb (الإنجليزية)
- فرانكو فرانشي على موقع روتن توميتوز (الإنجليزية)
- فرانكو فرانشي على موقع ألو سيني (الفرنسية)
- فرانكو فرانشي على موقع ميوزك برينز (الإنجليزية)
- فرانكو فرانشي على موقع أول موفي (الإنجليزية)
- فرانكو فرانشي على موقع قاعدة بيانات الأفلام السويدية (السويدية)
- فرانكو فرانشي على موقع ديسكوغز (الإنجليزية)
- فرانكو فرانشي على موقع قاعدة بيانات الفيلم (الإنجليزية)
- فرانكو فرانشي على موقع كينوبويسك (الروسية)